# Dự án Hổ

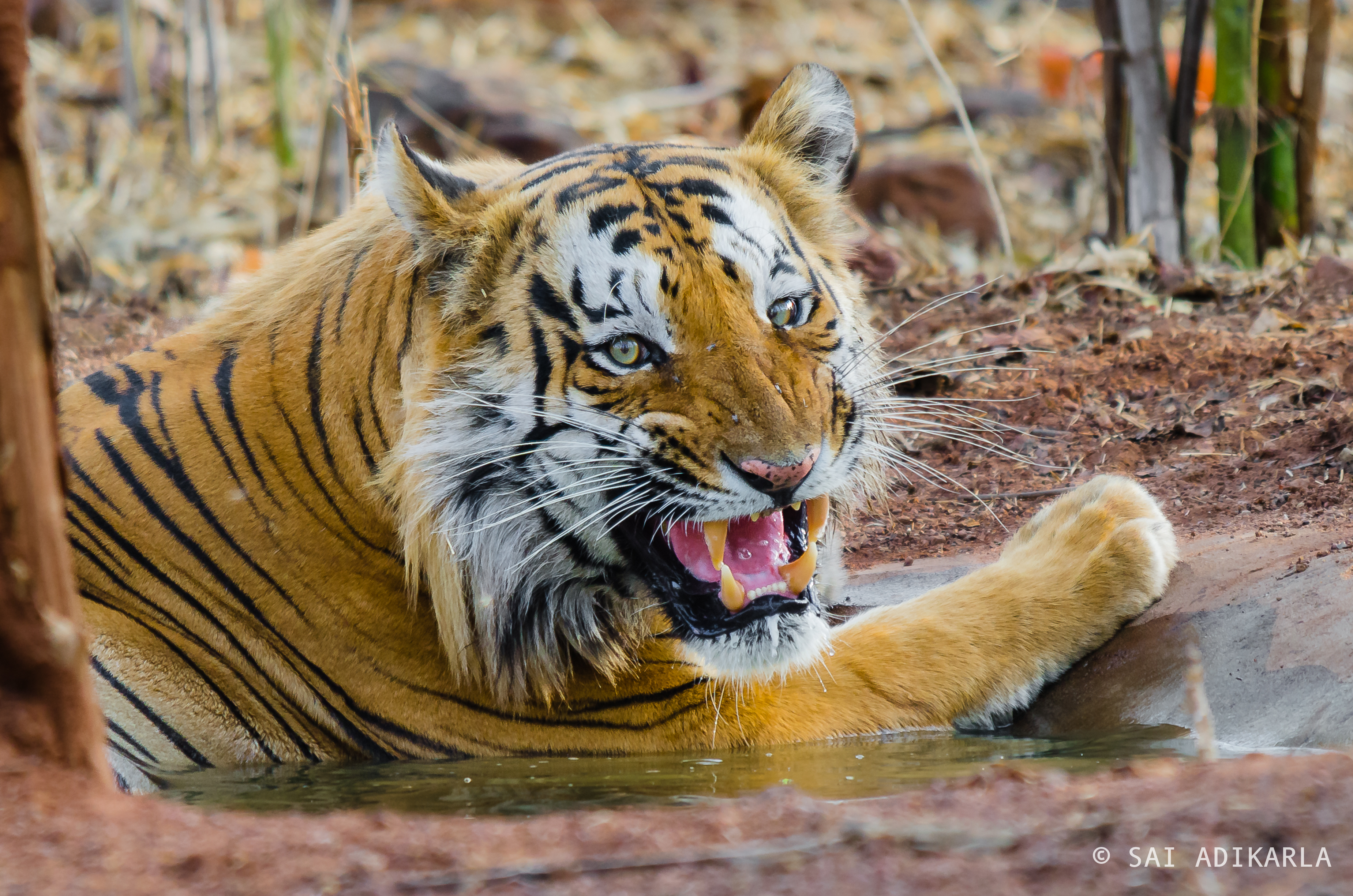
Một con hổ ở Đơn vị bảo tồn Tadoba

Dự án Hổ (Project Tiger) là một chương trình bảo tồn loài hổ được Chính phủ Ấn Độ phát động vào tháng 4 năm 1973 trong nhiệm kỳ của cố Thủ tướng Ấn Độ Indira Gandhi. Dự án này nhằm đảm bảo cho tương lai của một quần thể hổ Bengal (phân loài hổ biểu tượng của Ấn Độ) được duy trì tồn tại trong môi trường sống tự nhiên của chúng, bảo vệ chúng khỏi nguy cơ tuyệt chủng và bảo tồn các khu vực có tầm quan trọng sinh học như một di sản thiên nhiên bền vững, qua đó thể hiện sự đa dạng của các hệ sinh thái gắn bó chặt chẽ với sự phân bố của loài hổ ở Ấn Độ. Đội chuyên trách của dự án đã phác họa những khu bảo tồn hổ này như những chương trình nhân giống có tính trọng điểm (hạt nhân sinh sản-breeding nuclei), từ đó những con vật này khi sinh sôi quá mức thì sẽ được cho di cư đến các khu rừng lân cận. Các quỹ tài chính và những cam kết đã được đưa ra để hỗ trợ chương trình chuyên sâu về bảo vệ và phục hồi môi trường sống trong khuôn khổ dự án này.
Về phía Chính phủ Ấn Độ cũng đã thành lập Lực lượng Bảo vệ Hổ (Tiger Protection Force) để đấu tranh chống lại những kẻ săn trộm và tài trợ cho việc di dời dân làng ở những khu vực vùng đệm, nơi chồng lấn với phạm vi sinh sống của loài hổ để giảm thiểu xung đột giữa con người và loài hổ. Qua quá trình triển khai Dự án Hổ đã đạt được những kết quả khả quan. Trong cuộc điều tra về quần thể loài hổ năm 2006, bằng một phương pháp luận mới đã được sử dụng để ngoại suy mật độ khu vực cụ thể của hổ, đồng loại và con mồi của chúng thu được từ các cuộc điều tra bằng phương pháp bẫy ảnh (Camera trap) và ký hiệu bằng cách sử dụng công nghệ GIS. Dựa trên kết quả của các cuộc điều tra này, tổng số cá thể hổ được ước tính là 1.411 cá thể hổ, trong đó từ 1.165 đến 1.657 cá hổ trưởng thành và cá thể hổ dưới tuổi trưởng thành trên 1,5 năm tuổi. Nhờ vào hiệu quả của Dự án mà số lượng cá thể hổ đã tăng lên từ 2.603 đến 3.346 cá thể hổ vào năm 2018.

## Mục tiêu
Mục tiêu chính của Dự án Hổ là:

Logo của cơ quan quản lý

- Giảm thiểu các yếu tố dẫn đến cạn kiệt tài nguyên và diện tích nơi cư trú của loài hổ và giảm thiểu những nguy cơ này bằng cách quản lý phù hợp. Các thiệt hại gây ra đối với môi trường sống phải được khắc phục để tạo điều kiện phục hồi hệ sinh thái ở mức tối đa có thể.
- Đảm bảo một quần thể hổ tồn tại về các giá trị về kinh tế, khoa học, văn hóa, thẩm mỹ và sinh thái.
- Hệ thống giám sát M-STrIPES (Monitoring System for Tigers - Intensive Protection and Ecological Status) được thiết lập vào năm 2010[4] sẽ được hoàn thiện, phát triển để hỗ trợ tuần tra và bảo vệ môi trường sống của hổ. Bằng việc sử dụng công nghệ GPS, Hệ thống này lập bản đồ các tuyến đường tuần tra và cho phép nhân viên bảo vệ rừng (kiểm lâm) nhập cảnh, sự kiện và những thay đổi khi tuần tra[5][6]. Nó tạo ra các giao thức dựa trên những dữ liệu này để các quyết định quản lý có thể được điều chỉnh, sửa đổi, bổ sung cho phù hợp với tình hình thực tế[7].

## Quản lý

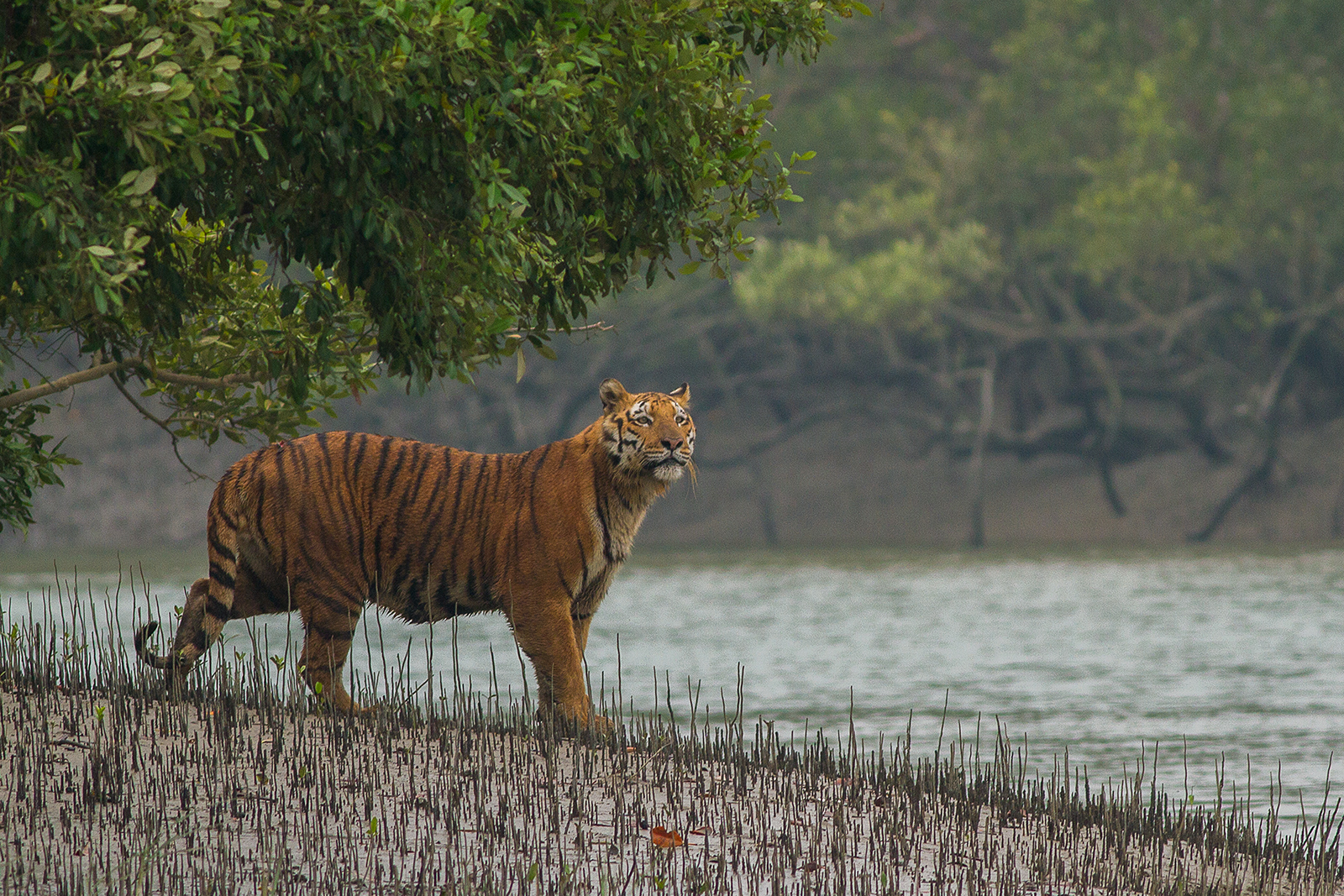
Hổ ở rừng ngập mặn Sundarban

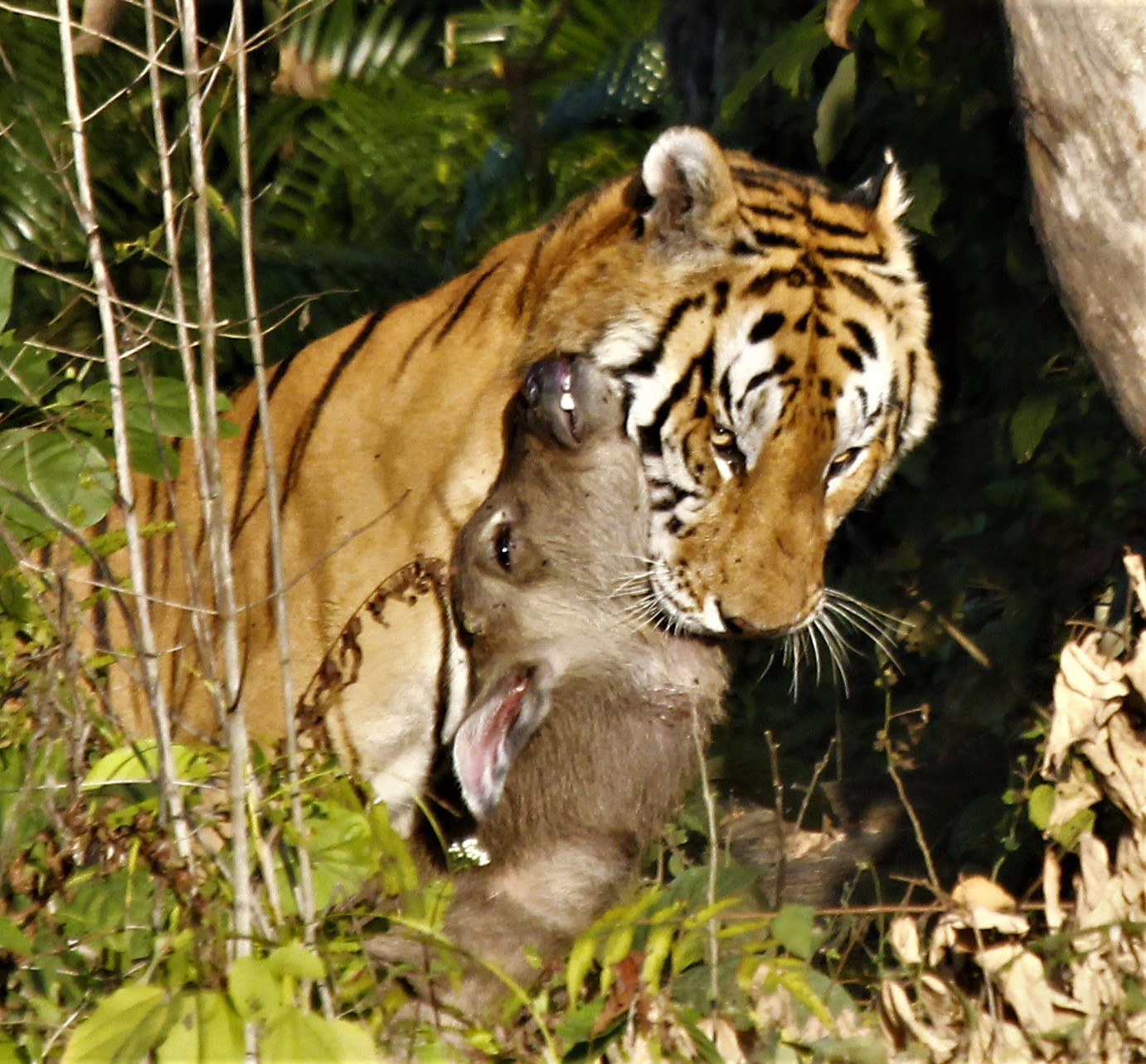
Hổ săn mồi ở Vường quốc gia Kaziranga

Dự án Hổ được giao cho Cơ quan Bảo tồn Hổ Quốc gia (National Tiger Conservation Authority) phụ trách quản lý. Việc điều hành tổng thể của dự án được một Ban Chỉ đạo giám sát chặt chẽ, Ban Chỉ đạo này do một vị Giám đốc điều hành đứng đầu. Một vị Giám đốc thường trực được bổ nhiệm tại mỗi khu bảo tồn để đặc trách, túc trực xử lý các vấn đề phát sinh, vị Giám đốc này được hỗ trợ từ một nhóm cán bộ kỹ thuật và cán bộ hiện trường (cán bộ địa phương). Cơ cấu quản lý của các đơn vị Dự án gồm:
- Đơn vị bảo tồn Shivalik-Terai
- Đơn vị Bảo tồn khu vực Đông Bắc (North-East Conservation Unit)
- Đơn vị bảo tồn Sunderbans
- Đơn vị bảo tồn Tây Ghats
- Đơn vị bảo tồn Đông Ghats
- Đơn vị Bảo tồn Trung Ấn (Central India Conservation Unit)
- Khu bảo tồn hổ Sariska-Đơn vị bảo tồn
- Vườn quốc gia Kaziranga-Đơn vị bảo tồn

Các khu bảo tồn hổ khác nhau đã được thiết lập trên khắp Ấn Độ dựa trên chiến lược "vùng đệm lõi" (core-buffer):
- Khu vực lõi (Core area): Tại các khu vực lõi không cho phép mọi hoạt động của con người. Khu vực này có tư cách pháp nhân của một công viên quốc gia hoặc khu bảo tồn động vật hoang dã. Khu vực được giữ không có sự xáo trộn sinh học và các hoạt động lâm nghiệp như thu hái các sản phẩm trong rừng (nhặt nhạnh, thu lượm lâm thổ sản), chăn thả gia súc và những sự xáo trộn khác của con người không được phép trong phạm vi của khu vực lõi này.
- Vùng đệm (Buffer areas): vùng đệm được "sử dụng đất theo định hướng bảo tồn". Bao gồm rừng và đất không có rừng (đất trống đồi núi trọc). Đây là một khu sử dụng đa dụng (nhiều mục đích) với hai mục tiêu là cung cấp môi trường sống bổ sung cho quần thể động vật hoang dã từ đơn vị bảo tồn lõi (các loài thú hoang có thể di chuyển từ sâu trong rừng ra khu vực giáp ranh để kiếm ăn) và cung cấp đầu vào, đồng thời phát triển cụ thể của địa điểm cho các làng xung quanh để giảm bớt tác động của chúng đối với khu vực lõi.

Đối với mỗi khu bảo tồn hổ, các kế hoạch quản lý được xây dựng dựa trên các nguyên tắc như:
- Loại bỏ tất cả các hình thức khai thác tài nguyên rừng con người và loại bỏ sự xáo trộn sinh vật khỏi vùng lõi và hợp lý hóa các hoạt động trong vùng đệm
- Hạn chế việc quản lý môi trường sống chỉ để chữa lành những thiệt hại đã gây ra cho hệ sinh thái do con người và các tác động khác gây ra để tạo điều kiện phục hồi hệ sinh thái về trạng thái tự nhiên vốn có ban đầu của nó
- Theo dõi sự thay đổi của hệ động vật và hoa theo thời gian và thực hiện nghiên cứu về động vật hoang dã.

Đến cuối những năm 1980, có 09 khu bảo tồn ban đầu có diện tích 9.115 km vuông (3.519 dặm vuông) đã được tăng lên thành 15 khu bảo tồn với diện tích 24.700 km2 (9.500 dặm vuông). Ước tính có hơn 1.100 con hổ sinh sống trong các khu bảo tồn vào năm 1984 Đến năm 1997, đã có 23 khu bảo tồn hổ trên diện tích 33.000 km2 (13.000 sq mi), nhưng số phận của môi trường sống của hổ bên ngoài khu bảo tồn rất bấp bênh, do áp lực về môi trường sống, nạn săn trộm và săn hổ không ngừng diễn ra và các dự án phát triển quy mô lớn như xây dựng đập, công nghiệp và khai thác mỏ.
Các hệ thống liên lạc không dây và các trại tuần tra ngoài đồn đã được phát triển trong các khu bảo tồn hổ, do đó nạn săn trộm đã giảm đáng kể. Công tác phòng cháy chữa cháy được thực hiện hiệu quả bằng các biện pháp phòng ngừa và kiểm soát phù hợp. Việc di dời Làng Tình nguyện đã được thực hiện ở nhiều khu bảo tồn, đặc biệt là từ vùng lõi. Việc chăn thả gia súc đã được kiểm soát ở một mức độ quy mô lớn trong các khu bảo tồn hổ. Các công trình phát triển bù trừ khác nhau đã cải thiện chế độ nước và thảm thực vật trên mặt đất và đồng ruộng, do đó làm tăng mật độ các cá thể động vật (là con mồi cho hổ). Dữ liệu nghiên cứu liên quan đến sự thay đổi thảm thực vật cũng có sẵn từ nhiều khu bảo tồn. Các kế hoạch trong tương lai bao gồm sử dụng công nghệ thông tin và truyền thông tiên tiến trong bảo vệ động vật hoang dã và quản lý tội phạm trong các khu bảo tồn hổ, phát triển cơ sở dữ liệu số hóa dựa trên nền tảng hệ thống GIS và thiết lập một hệ thống đánh giá quần thể và môi trường sống mới của hổ.

## Các vấn đề
Những nỗ lực của Dự án hổ đã bị gây trở ngại từ vấn nạn săn trộm, cũng như sự phá sản và bất thường, tiêu cực xảy ra ở Sariska và Namdapha, cả hai đều đã được báo cáo công khai lan truyền trên các phương tiện truyền thông Ấn Độ Đạo luật công nhận các quyền về rừng (Recognition of Forest Rights) được Chính phủ Ấn Độ thông qua năm 2006, thông qua đó công nhận quyền của một số cộng đồng dân cư sống trong rừng trong các khu vực rừng. Điều này đã dẫn đến tranh cãi về tác động của việc công nhận như vậy đối với việc bảo tồn loài hổ. Một số người cho rằng sự việc này là có vấn đề vì nó sẽ làm tăng xung đột và tạo cơ hội cho những kẻ săn trộm, một số người còn khẳng định rằng "hổ và người không thể cùng tồn tại" trong khi những người khác cho rằng đây là một quan điểm hạn hữu bỏ qua thực tế của việc chung sống giữa người và hổ và sự lạm dụng quyền lực của chính quyền, đuổi người dân địa phương đi và khiến họ trở thành những kẻ sống bám trong vùng đất truyền thống của họ thay vì cho phép họ có vai trò thích hợp trong việc ra quyết định đi hay ở, và vai trò trong cuộc khủng hoảng về loài hổ, có một số tổ chức của cư dân rừng đảm nhận công tác bảo tồn tại những khu vực này.